# Антоние Шкоклев
Антоние Иванов Шкоклев (на македонска литературна норма: Антоније Иванов Шкокљев) е хирург от Република Македония, академик на Македонската академия на науките и изкуствата, генерал-майор от Югославската народна армия.

## Биография
Антоние Шкоклев е роден е на 24 септември 1923 година в костурското село Дъмбени, на гръцки Дендрохори, Гърция. През 1935 г. завършва основно образование, а през 1942 г. и гръцка класическа гимназия в Костур. Включва се в комунистическата съпротива във Вардарска Македония. Започва да учи медицина в София, а от 1943 г. работи в Дебър като епидемиолог в комунистическата съпротива. След разформироването на дивизията в Куманаво заминава за Белград, където през 1950 година завършва медицина в Белградския университет като военен студент. В 1962 година завършва специализация по максилофациална хирургия, а в 1965 година става доктор с тема „Опростен метод за обездвижване при лечение на челюсти в съвременната война“. В периода 1950 – 1956 г. е военен лекар в Охрид. От 1956 до 1968 г. е лекар във Военномедицинска академия. Между 1968 и 1972 г. е началник на отделение за орална хирургия на Клиниката по стоматология на ВМА. От 1972 година до 1986 г. е началник на Клиниката по максилофациална хирургия във Военномедицинска академия. На 24 юни 1986 година е избран за член на МАНИ. Ходи на специализация във Великобритания, САЩ и Китай, където се занимава с акупунктура. Член е на Дружеството на книжовниците на Сърбия. От 1967 е доцент, извънреден професор от 1972 г. и редовен професор от 1977 г. От 1967 г. е полковник, а от 1982 г. е генерал-майор. Излиза в запаса на 31 декември 1986 г.